# 安井金比羅宮

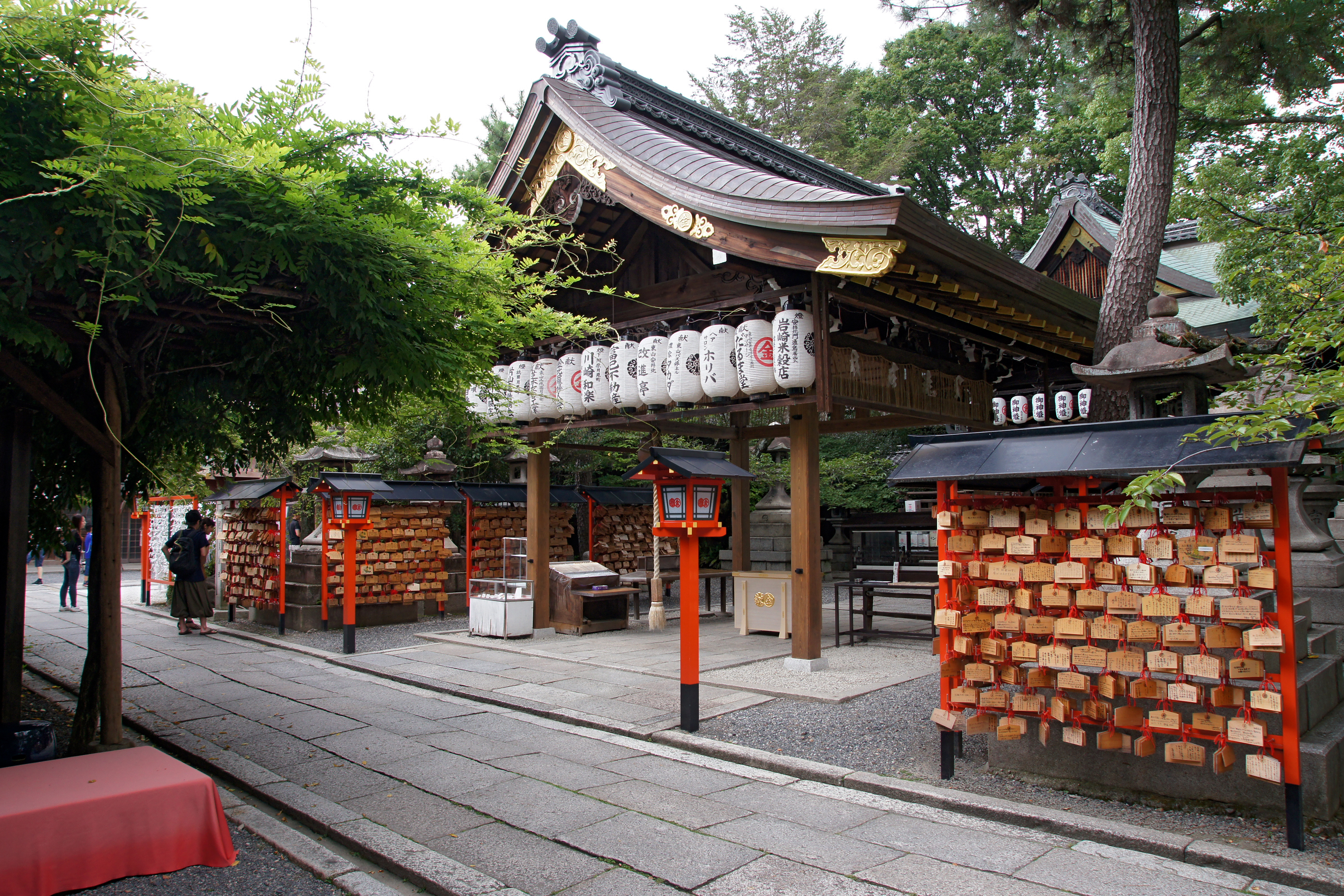

安井金比羅宮（日语：安井金比羅宮、やすいこんぴらぐう）是位於日本京都市東山區的一座神社。因「絕緣神社」的別稱而著稱。這座神社的歷史可以追溯至天智天皇的時代。

## 外部連結
- 安井金比羅宮 （页面存档备份，存于）
- 维基共享资源上的相關多媒體資源：安井金比羅宮